# 阿默湖畔迪森
阿默湖畔乌廷（德語：Dießen am Ammersee，發音：[ˈdiːsn̩ ʔam ˈʔamɐˌzeː] ⓘ）是德国巴伐利亚州上巴伐利亚行政区莱希河畔兰茨贝格县的市镇，面积82.66平方千米，2023年12月31日人口为10,596人。